# Arenaria rhodantha
Arenaria rhodantha är en nejlikväxtart som beskrevs av Ferdinand Albin Pax och Hoffm. Arenaria rhodantha ingår i släktet narvar, och familjen nejlikväxter. Inga underarter finns listade i Catalogue of Life.